# Naoya Tabara
Naoya Tabara (ur. 24 grudnia 1980 w Wakayamie) – japoński narciarz dowolny, specjalizujący się w skokach akrobatycznych. W Pucharze Świata zadebiutował 17 lutego 2008 roku w Inawashiro, zajmując 22. miejsce. Tym samym już w swoim debiucie wywalczył pierwsze pucharowe punkty. Na podium zawodów PŚ po raz pierwszy stanął 15 stycznia 2012 roku w Mont Gabriel, kończąc rywalizację w skokach na trzeciej pozycji. W zawodach tych wyprzedzili go tylko Rosjanin Pawieł Krotow i Olivier Rochon z Kanady. Był też między innymi piętnasty podczas mistrzostw świata w Sierra Nevada w 2017 roku.

## Osiągnięcia

### Mistrzostwa świata
| Miejsce | Dzień       | Rok  | Miejscowość   | Konkurencja        | Zwycięzca       |
| ------- | ----------- | ---- | ------------- | ------------------ | --------------- |
| 27.     | 4 marca     | 2009 | Inawashiro    | Skoki akrobatyczne | Ryan St. Onge   |
| 17.     | 7 marca     | 2013 | Voss          | Skoki akrobatyczne | Qi Guangpu      |
| 22.     | 15 stycznia | 2015 | Kreischberg   | Skoki akrobatyczne | Qi Guangpu      |
| 15.     | 10 marca    | 2017 | Sierra Nevada | Skoki akrobatyczne | Jonathon Lillis |
| 15.     | 6 lutego    | 2019 | Deer Valley   | Skoki akrobatyczne | Maksim Burow    |

### Puchar Świata

#### Miejsca w klasyfikacji generalnej
- sezon 2007/2008: 185.
- sezon 2008/2009: 123.
- sezon 2009/2010: 106.
- sezon 2010/2011: 107.
- sezon 2011/2012: 61.
- sezon 2012/2013: 124.
- sezon 2013/2014: 151.
- sezon 2014/2015: 166.
- sezon 2015/2016: 55.
- sezon 2016/2017: 135.
- sezon 2017/2018:

#### Miejsca na podium w zawodach
1. Mont Gabriel – 15 stycznia 2012 (skoki) – 3. miejsce
2. Deer Valley – 5 lutego 2016 (skoki) – 3. miejsce
3. Lake Placid – 20 stycznia 2018 (skoki) – 3. miejsce